# Dryopteris gemmifera
Dryopteris gemmifera är en träjonväxtart som beskrevs av S.Y.Dong. Dryopteris gemmifera ingår i släktet Dryopteris och familjen Dryopteridaceae. Inga underarter finns listade.